# Граштица
Граштица (алб. Grashticë) је насељено место у граду Приштини, на Косову и Метохији. Према попису из 2024. у насељу је живело 383 становника.

## Становништво
Према попису из 2011. године, Граштица има следећи етнички састав становништва:
| Националност | 2011.        |
| Албанци      | 432 (99,77%) |
| Бошњаци      | 1 (0,23%)    |
| Укупно       | 433          |

| Демографија | Демографија | Демографија |
| Година      | Становника  | Становника  |
| ----------- | ----------- | ----------- |
| 1948.       | 701         |             |
| 1953.       | 731         |             |
| 1961.       | 857         |             |
| 1971.       | 906         |             |
| 1981.       | 930         |             |
| 1991.       | 912         |             |
| 2011.       | 433         |             |